# 80 mètres haies aux Jeux olympiques d'été de 1936
Navigation
Los Angeles 1932 Londres 1948
L'épreuve du 80 mètres haies aux Jeux olympiques d'été de 1936 s'est déroulée le 5 et 6 août 1936 au Stade olympique de Berlin, en Allemagne. L'épreuve est remportée par l'Italienne Trebisonda Valla.
Lors de la demi-finale, l'Italienne Valla bat le record du monde de la distance en 11 s 6.

## Résultats

### Finale
| Rang               | Athlète          | Pays           | Temps (manuel) | Temps (automatique) | Note |
| ------------------ | ---------------- | -------------- | -------------- | ------------------- | ---- |
| Médaille d'or      | Trebisonda Valla | Italie         | 11 s 7         | 11 s 748            | =OR  |
| Médaille d'argent  | Anni Steuer      | Reich allemand | 11 s 7         | 11 s 809            | =OR  |
| Médaille de bronze | Elizabeth Taylor | Canada         | 11 s 7         | 11 s 811            | =OR  |
| 4                  | Claudia Testoni  | Italie         | 11 s 7         | 11 s 818            | =OR  |
| 5                  | Kitty ter Braake | Pays-Bas       | 11 s 8         | 11 s 832            |      |
| 6                  | Doris Eckert     | Reich allemand | 12 s 0         | 12 s 190            |      |

### Demi-finales
Les trois premières de chaque courses passent en finale.

#### 1redemi-finale
| Rang | Athlète                     | Pays             | Temps  | Note |
| ---- | --------------------------- | ---------------- | ------ | ---- |
| 1    | Trebisonda Valla            | Italie           | 11 s 6 | Q    |
| 2    | Elizabeth Taylor            | Canada           | 11 s 7 | Q    |
| 3    | Anni Steuer                 | Reich allemand   | 11 s 7 | Q    |
| 4    | Anne Vrana-O'Brien          | États-Unis       | 11 s 8 |      |
| 5    | Violet Webb                 | Grande-Bretagne  | 11 s 8 |      |
| 6    | Domnitsa Lanitou Kavounidou | Royaume de Grèce |        |      |

#### 2edemi-finale
| Rang | Athlète          | Pays            | Temps  | Note |
| ---- | ---------------- | --------------- | ------ | ---- |
| 1    | Kitty ter Braake | Pays-Bas        | 11 s 8 | Q    |
| 2    | Doris Eckert     | Reich allemand  | 11 s 8 | Q    |
| 3    | Claudia Testoni  | Italie          | 11 s 8 | Q    |
| 4    | Simone Schaller  | États-Unis      |        |      |
| 5    | Kathleen Tiffen  | Grande-Bretagne |        |      |
| 6    | Tidye Pickett    | États-Unis      |        |      |

### Séries
Les trois premières de chaque courses passent en demi-finales.

#### Série 1
| Rang | Athlète                     | Pays             | Temps  | Note |
| ---- | --------------------------- | ---------------- | ------ | ---- |
| 1    | Claudia Testoni             | Italie           | 12 s 0 | Q    |
| 2    | Kathleen Tiffen             | Grande-Bretagne  | 12 s 2 | Q    |
| 3    | Domnitsa Lanitou-Kavounidou | Royaume de Grèce | 12 s 6 |      |
| 4    | Mathilde Puchberger         | Autriche         |        |      |
| 5    | Yvonne Mabille              | France           |        |      |

#### Série 2
| Rang | Athlète           | Pays            | Temps  | Note |
| ---- | ----------------- | --------------- | ------ | ---- |
| 1    | Violet Webb       | Grande-Bretagne | 11 s 8 | Q    |
| 2    | Doris Eckert      | Reich allemand  | 12 s 0 | Q    |
| 3    | Tidye Pickett     | États-Unis      | 12 s 4 | Q    |
| 4    | Miyoko Mitsui     | Japon           |        |      |
| 5    | Veronika Kohlbach | Autriche        |        |      |

#### Série 3
| Rang | Athlète            | Pays            | Temps  | Note |
| ---- | ------------------ | --------------- | ------ | ---- |
| 1    | Elizabeth Taylor   | Canada          | 12 s 0 | Q    |
| 2    | Anne Vrana-O'Brien | États-Unis      | 12 s 0 | Q    |
| 3    | Anni Steuer        | Reich allemand  | 12 s 1 | Q    |
| 4    | Grethe Whitehead   | Grande-Bretagne | 12 s 2 |      |
| 5    | Agaath Doorgeest   | Pays-Bas        |        |      |
| 6    | Charlotte Machmer  | Autriche        |        |      |

#### Série 4
| Rang | Athlète           | Pays           | Temps  | Note |
| ---- | ----------------- | -------------- | ------ | ---- |
| 1    | Simone Schaller   | États-Unis     | 11 s 8 | Q    |
| 2    | Trebisonda Valla  | Italie         | 11 s 9 | Q    |
| 3    | Kitty ter Braake  | Pays-Bas       | 12 s 0 | Q    |
| 4    | Roxy Atkins       | Canada         |        |      |
| 5    | Hilde Klusenwerth | Reich allemand |        |      |
| 6    | Zulejka Stefanini | Yougoslavie    |        |      |